# Avenida Dom Hélder Câmara
Avenida Dom Hélder Câmara, antiga Avenida Suburbana é um dos principais eixos viários da Zona Norte do Rio de Janeiro. Com aproximadamente 11 quilômetros, liga o bairro de Benfica ao de Cascadura. Corta, além destes, os bairros do Jacarezinho, Maria da Graça, Del Castilho, Cachambi, Engenho de Dentro, Pilares, Abolição, Piedade e Quintino Bocaiuva.

## História
Originalmente fazia parte do Caminho Imperial, também chamado Caminho dos Jesuítas, Caminho das Minas, Estrada Real de Santa Cruz e Estrada Imperial de Santa Cruz, que ligava o município da Corte (Rio de Janeiro) a Sepetiba, passando pela entrada da Fazenda Imperial de Santa Cruz.

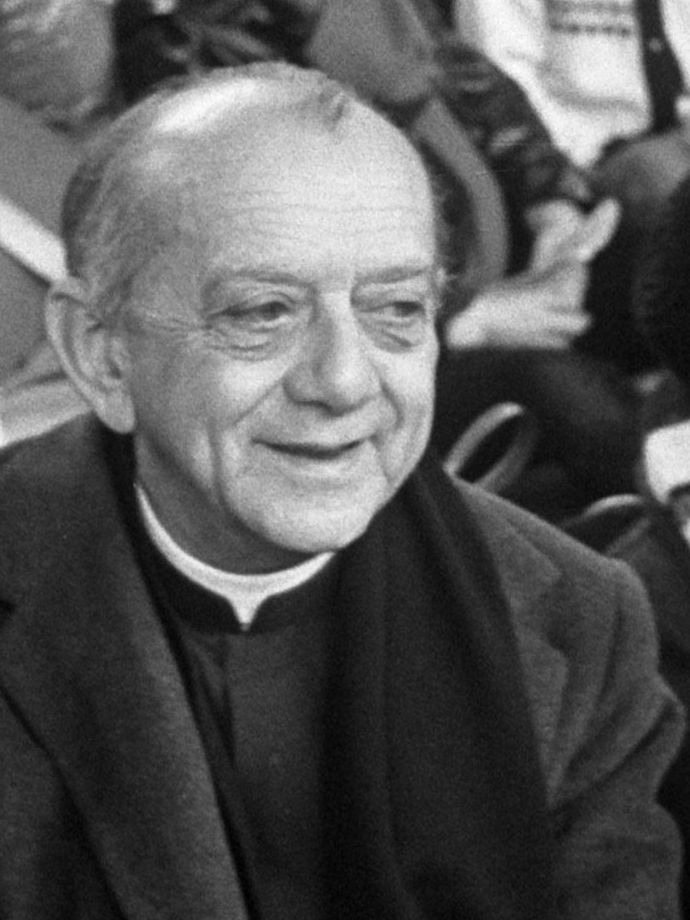
Dom Hélder Câmara, arcebispo emérito de Olinda e Recife, homenageado.

Passou a se chamar avenida Dom Hélder Câmara por decreto do ex-prefeito Luiz Paulo Conde, publicado em 8 de setembro de 1999, em homenagem ao destacado líder religioso Hélder Câmara (1909–1999), que foi bispo católico e arcebispo emérito de Olinda e Recife, e que ficou conhecido internacionalmente pela defesa dos direitos humanos. Apesar do nome atual, o logradouro público ainda é conhecido como avenida Suburbana, sua antiga denominação. A iniciativa da homenagem partiu do deputado estadual Carlos Dias — do então Partido da Frente Liberal (PFL).
| “                                                                                         | A Avenida Suburbana abriga pessoas carentes, que eram a razão do trabalho de D. Hélder. Com a mudança do nome trocamos um termo que é impessoal pela lembrança de alguém que trabalhou pela cidade. | ” |
| — Então prefeito do Rio de Janeiro, Luiz Paulo Conde, sobre a mudança do nome da avenida, | |   |

## Tragédia da Piedade
Foi numa casa localizada na avenida que, em 15 de agosto de 1909, o escritor Euclides da Cunha foi morto por Dilermando de Assis, amante de sua esposa, Ana de Assis. Tal fato, conhecido como a Tragédia da Piedade, foi tema da minissérie "Desejo" exibida pela Rede Globo, em 1990. Na época do crime, a avenida se chamava Estrada Real de Santa Cruz.

## Locais de interesse
O Norte Shopping e a Catedral Mundial da Fé, da Igreja Universal do Reino de Deus, são os principais pontos de referência, além da Cidade da Polícia (CIDPOL), inaugurada em 29 de setembro de 2013 — Dia do Policial Civil. Atravessa duas favelas que são as comunidades de Manguinhos (sendo que avenida não faz parte do bairro) e Jacarezinho — uma na frente da outra, divididas exatamente pela avenida.
Em 13 de janeiro de 2010, a Secretaria Municipal de Conservação e Serviços Públicos entregou a Arquidiocese do Rio de Janeiro, uma escultura de dom Helder Câmara. O monumento fica em frente à Paróquia São Benedito. A obra, confeccionada pelo escultor Otto Dumovich, foi feita em bronze, mede 1,80 metros, pesa cerca de 250 quilos e fica sob um pedestal de mármore branco.
Também encontra-se na avenida, a Sociedade União Internacional Protetora dos Animais (SUIPA) inaugurada em 27 de abril de 1943, quando a região ainda era uma área rural.

## Obras na avenida
Em 17 de agosto de 2011, o prefeito do Rio de Janeiro, Eduardo Paes, lançou obras para a avenida Dom Hélder Câmara, visando melhorar o asfalto já desgastado pela enorme quantidade de fluxo de veículos. A "Operação Asfalto liso" prometia asfaltar toda a via, seus 10,7 quilômetros de extensão, serão recapeados. Estes mais de 10 km contam com que contam com seis faixas, 183 400 m² de área levantada, 64 pontos de ônibus, 206 postos de visita, 528 grelhas/ralos e duas bocas de lobo. Nesta primeira etapa da intervenção, seriam realizados serviços de fresagem e recapeamento asfáltico, entre o viaduto de Cascadura e a rua José dos Reis.[carece de fontes?]